# Ampharete parvidentata
Ampharete parvidentata är en ringmaskart som beskrevs av Francis Day 1973. Ampharete parvidentata ingår i släktet Ampharete och familjen Ampharetidae. Inga underarter finns listade i Catalogue of Life.